# Glinik Mariampolski (gmina)
Glinik Mariampolski (1934–36 Glinik Marjampolski; od 1973 Gorlice) – dawna gmina wiejska istniejąca w latach 1934–1954 w woj. krakowskim i rzeszowskim (dzisiejsze woj. małopolskie). Siedzibą władz gminy był Glinik Mariampolski (obecnie dzielnica Gorlic).
Gmina zbiorowa Glinik Marjampolski została utworzona 1 sierpnia 1934 roku w powiecie gorlickim w woj. krakowskim z dotychczasowych jednostkowych gmin wiejskich: Bystra, Glinik Marjampolski, Kobylanka, Ropica Polska, Sokół, Stróżówka i Zagórzany.
Po wojnie gmina Glinik Mariampolski (wraz z całym powiatem gorlickim) weszła w skład nowo utworzonego woj. rzeszowskiego. Według stanu z dnia 1 lipca 1952 roku gmina składała się z 7 gromad: Bystra, Glinik Mariampolski, Kobylanka, Ropica Dolna, Sokół, Stróżówka i Zagórzany.
Gmina została zniesiona 29 września 1954 roku wraz z reformą wprowadzającą gromady w miejsce gmin. Jednostki nie przywrócono 1 stycznia 1973 roku po reaktywowaniu gmin, utworzono natomiast jej terytorialny odpowiednik, gminę Gorlice.